# اورنج کاو (کالیفرنیا)
اورنج کاو (به انگلیسی: Orange Cove) شهری در شهرستان فرسنو ایالت کالیفرنیا است که در سرشماری سال ۲۰۱۰ میلادی، ۹۰۷۸ نفر جمعیت داشته است.